# Riebeck Bay
Die Riebeck Bay (in der deutschen Kolonialzeit Riebecksbai genannt) ist eine Bucht an der Nordküste im Westen der Insel Neubritannien. Sie liegt in der Provinz West New Britain von Papua-Neuguinea.

## Geographie
Das Gebiet der Bucht ist vulkanischen Ursprungs. Die Küstenlinie ist von gehobenen Korallenkalken, Riffen und Sandbänken geprägt. Die Bucht selbst ist etwa neunzehn Kilometer breit und reicht etwa zwölf Kilometer tief in das Landesinnere. 
Im Norden begrenzt das Kap Schellong und im Südwesten der Kavutu Point die Bucht. Die Umgebung ist bewaldet und die Küstenlinie ist von einigen Ansiedlungen mit Plantagenwirtschaft gesäumt.
Die Riebeck Bay bildet zusammen mit der Stettin Bay eine nur etwa vierzehn Kilometer breite Landenge, durch die nördlich die Willaumez-Halbinsel von der Landmasse Neubritanniens abgetrennt wird. Den Übergang zum Hauptteil von Neubritannien wird von einer Tiefebene im Hinterland der Bucht eingenommen, durch die sich der stark mäandrierende Kulu-Fluss zieht.
Benannt ist die Bucht vermutlich nach dem deutschen Ethnologen, Mineralogen und Sammler Emil Riebeck.